# 831-й отдельный разведывательный артиллерийский дивизион
831-й отдельный армейский разведывательный артиллерийский дивизион Резерва Главного Командования — воинское формирование Вооружённых Сил СССР, принимавшее участие в Великой Отечественной войне.
Сокращённое наименование — 831-й оарадн РГК.
Полевая почта 29556

## История
Сформирован (Приказ НКО СССР № 0293 от 19 апреля 1942 года "Об изменении штатов артиллерийских частей ") 22 мая 1942 года на базе радн 542-го пап и частично укомплектован личным составои из 392-го пап и  171-го мп 30-й армии Калининского фронта в районе Бездейское выс.224,1.
В действующей армии с 25.05.1942 по 10.06.1944.
В ходе Великой Отечественной войны вёл артиллерийскую разведку в интересах артиллерии соединений 30-й армии Калининского и  Западного фронтов и 10-й гвардейской армии Западного и  2-го Прибалтийского фронтов.
10 июня 1944 года в соответствии с приказом НКО СССР от 16 мая 1944 года №0019 «Об усилении армий артиллерийскими средствами контрбатарейной борьбы», директивы заместителя начальника Генерального штаба РККА от 22 мая 1944 г. №ОРГ-2/476 831-й оарадн обращён на формирование 19-й гв. пабр 10-й гвардейской армии.

## Состав
до июля 1943 года
- Штаб
- Хозяйственная часть
- батарея звуковой разведки (БЗР)
- батарея топогеодезической разведки (БТР)
- взвод оптической разведки (ВЗОР)
- фотограмметрический взвод (ФГВ)
- артиллерийский метеорологический взвод (АМВ) (в январе 1943 года передан в штабную батарею УКАРТ армии)
- хозяйственный взвод

с июля 1943 года
- Штаб
- Хозяйственная часть
- 1-я батарея звуковой разведки (1-я БЗР)
- 2-я батарея звуковой разведки (2-я БЗР)
- батарея топогеодезической разведки (БТР)
- взвод оптической разведки (ВЗОР)
- фотограмметрический взвод (ФГВ)
- хозяйственный взвод

## Подчинение
| Дата                 | Фронт                                        | Армия                  | Корпус | Дивизия | Бригада | Примечания |
| -------------------- | -------------------------------------------- | ---------------------- | ------ | ------- | ------- | ---------- |
| 25.05.42 -31.08.42г. | Калининский фронт.                           | 30-я армия             | -      | -       | -       | -          |
| 1.09.42 -16.04.43г   | Западный фронт (Великая Отечественная война) | 30-я армия             | -      | -       | -       | -          |
| 16.04.43-20.10 43г.  | Западный фронт (Великая Отечественная война) | 10-я гвардейская армия | -      | -       | -       | -          |
| 20.10.43-10.06.44г   | 2-й Прибалтийский фронт                      | 10-я гвардейская армия | -      | -       | -       | -          |

## Командование дивизиона
Командир дивизиона
- капитан, майор Яковенко Николай Андреевич (погиб 12.08.1943 )
- капитан, майор Синегрибов Пётр Яковлевич

Заместитель командира  дивизиона
- капитан Николаев Анатолий Васильевич

Начальник штаба дивизиона
- ст. лейтенант Соломко Иван Михайлович
- капитан Зубов Андрей Феофанович

Заместитель командира дивизиона по политической части
- батальонный комиссар Тураков Фёдор Семёнович

Помощник начальника штаба дивизиона
- капитан Бадьин Николай Алексеевич

Помощник командира дивизиона по снабжению

## Командиры подразделений дивизиона
Командир  БЗР
- ст. лейтенант Зубов Андрей Феофанович

Командир 1-й БЗР
- капитан Тутберидзе Михаил Евгеньевич

Командир 2-й БЗР
- капитан Зубов Андрей Феофанович
- ст. лейтенант Митин Василий Иванович

Командир БТР
- капитан Романов Галактион Галактионович
- ст. лейтенант Мартынов Валентин Семёнович

Командир ВЗОР
- лейтенант Мартынов Валентин Семёнович
- лейтенант Калугин Григорий Тимофеевич

Командир ФГВ
- ст. лейтенант Бадьин Николай Алексеевич
- мл. лейтенант Лебедев Василий Никитич